# William Wynne Ryland

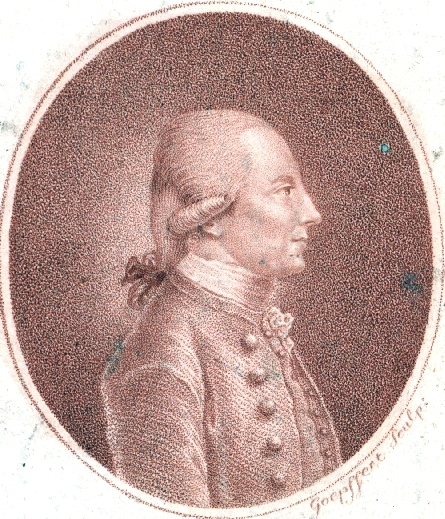
William Wynne Ryland

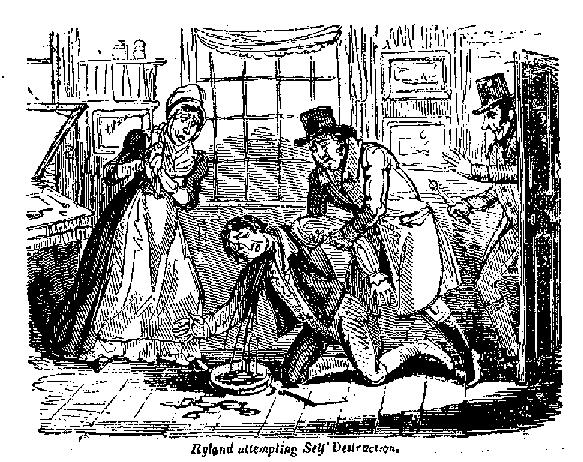
William Wynne Ryland beim Suizidversuch

William Wynne Ryland (* 1732 in London; † 29. August 1783 in Tyburn, London) war ein englischer Zeichner und Radierer, der wegen der Fälschung von Obligationen hingerichtet wurde.

## Leben
Willam Wynne Ryland wurde 1732 in London als Sohn des Kupferstechers und Kupferdruckers Edward Ryland geboren. In anderen Quellen werden die Geburtsjahre 1729, 1733 oder 1738 genannt. Den zweiten Namen Wynne erhielt er von seinem Taufpaten Sir Watkin Willam Wynne. Ryland lernte bei Simon Francois Ravenet in London sowie fünf Jahre in Paris bei François Boucher und Jacques-Philippe Le Bas. Nach seiner Rückkehr kam er rasch zu Ansehen und Vermögen. 1766 wurde er Mitglied der Incorporated Society of Artists und stellte in der Royal Academy of Arts aus. Ryland erhielt den Titel eines Königlichen Kupferstechers mit einer Pension von 300 Pfund. Sein Jahreseinkommen wurde auf 800 bis 1000 Pfund geschätzt. Darüber besaß Ryland ein Gut im Wert von 10.000 Pfund. Ryland verlor jedoch Anfang der 80er Jahre sein gesamtes Vermögen am Spieltisch und stellte darüber hinaus hohe Wechsel aus. Ryland, der als sehr geschickter Kupferstecher galt, fälschte daraufhin zwei Obligationen der Britischen Ostindien-Kompanie im Wert von 7114 Pfund. Als die Fälschungen aufflogen, tauchte Ryland am 1. April 1783 zunächst in Stepney unter, wurde aber am 15. April von einem Schuhmacher, dem er seine Schuhe zur Reparatur gegeben hatte, verraten. Bei der Verhaftung beging er einen Suizidversuch mit einem Rasiermesser, bei dem er versuchte, sich die Halsschlagader zu eröffnen. Ryland wurde nach seinem Prozess am 29. August 1783 in Tyburn hingerichtet und bei St. Dunstan in Feltham Middlesex begraben. Der Titel des Königlichen Kupferstechers ging auf John Keyse Sherwin über.

## Werk
Ryland verlegte sich vom linearen Kupferstich ab 1770 auf Technik des Mezzotintos und ab 1774 auf die Technik des Punktierstiches, die den natürlichen Strich und die Schattierung des Zeichners nachahmen. Ryland stach nach zeitgenössischen Künstlern. In Deutschland war er insbesondere durch Stiche nach Vorlagen von Angelika Kauffmann bekannt, die über die Bremer´sche Kunsthandlung in Braunschweig verlegt wurden. Rylands letzte Arbeit "The ratifying Magna Charta by King John" nach J. H. Mortimer wurde von der Witwe zum Preis von ein und einer halben Guinee herausgegeben.